# Le Bébé (film)
Pour plus de détails, voir Fiche technique et Distribution.
Le Bébé est un film muet français réalisé par Lucien Nonguet, sorti en 1908.

## Fiche technique
- Titre original : Le Bébé
- Réalisation Lucien Nonguet
- Scénario :
- Producteur :
- Société de production : Pathé Frères
- Société de distribution : Pathé Frères
- Pays d'origine :  France
- Langue : film muet avec les intertitres en français
- Métrage :
- Format : Noir et blanc — 35 mm — 1,33:1 — Muet
- Genre :
- Durée :
- Dates de sortie : 
  -  France : 1908